# ReiserFS
 (23 février 2022).
ReiserFS est le nom d'un système de fichiers conçu et développé par Hans Reiser. Il est principalement utilisé par GNU/Linux. Historiquement, il fut le premier système de fichiers journalisé à être intégré en standard dans le noyau Linux (à la version 2.4.1).

## Détails techniques
Bien qu'ayant des avantages par rapport à Ext3, en particulier pour le traitement de répertoires contenant des milliers de fichiers de petite taille, il est moins utilisé que ce dernier. Cela vient en partie du fait qu'il est impossible de convertir une partition Ext2 en ReiserFS sans la formater.
L'objectif à long terme de Hans Reiser est de construire un système de fichiers si performant qu'il sera utilisable indifféremment comme :
- système de fichiers,
- système performant de séquentiel indexé, utilisable tel quel par des applications,
- système de gestion de base de données.

Ainsi, l'ensemble des données maintenues par le système d'exploitation sera visible dans le même espace de nom. Pour atteindre cet objectif, Reiser et ses développeurs ont mis au point de nouveaux algorithmes. De même, Microsoft a eu des ambitions similaires avec son propre WinFS.
La version la plus utilisée est ReiserFS 3.x, mais la version Reiser4, qui est une réécriture complète, a maintenant été incorporée dans la branche expérimentale -mm (maintenue par Andrew Morton) du noyau Linux 2.6.

## Performances
ReiserFS permet de très bons temps d'accès à des sous-répertoires même contenant des dizaines de milliers de fichiers. Ce qui n'est pas le cas d'ext3fs qui oblige à hiérarchiser « à la main » ses répertoires même si cela nuit à l'ergonomie de leur accès. Il est en contrepartie un tout petit peu plus lent dans les autres cas.
Cette caractéristique le fait donc utiliser comme support de choix pour tout ce qui est engrangement en vrac de contenus non hiérarchisés venant du Net (pages Web, images, sons, vidéos...), et en particulier de collectes automatique d'images dans les forums Usenet au moyen de nget. Ext3fs reste parfois préféré pour les autres usages. 
ReiserFS est beaucoup plus efficace qu'Ext2/Ext3 pour ce qui concerne le stockage des petits fichiers (quelques ko).
ReiserFS permet aussi, et c'est un autre avantage non négligeable, l'agrandissement à chaud et la diminution à froid de la taille des partitions (avec l'utilisation de LVM notamment).